# Liste der Naturdenkmale in Minderlittgen
Die Liste der Naturdenkmale in Minderlittgen nennt die im Gemeindegebiet von Minderlittgen ausgewiesenen Naturdenkmale (Stand 11. März 2024).

## Ehemalige Naturdenkmale
| Nr. | Bezeichnung | Lage                                  | Beschreibung                                 | Bild                                    |
| --- | ----------- | ------------------------------------- | -------------------------------------------- | --------------------------------------- |
|     | Alte Buche  | südöstlich des Ortes an der L 34 Lage | Fagus sylvatica; Rechtsverordnung aufgehoben | Direkt Bild zu diesem Denkmal hochladen |